# أدولف ماير (مصور)
أدولف ماير (بالفرنسية: Adolf de Meyer) (و. 1868 – 1946 م) هو مصور، ومصور موضة فرنسي، ولد في باريس، شارك في دوكومنتا 6 ‏، توفي في لوس أنجلوس، عن عمر يناهز 78 عاماً.

## معرض صور

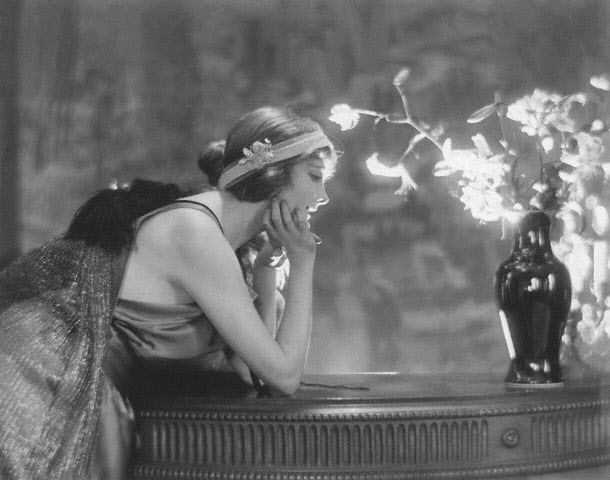
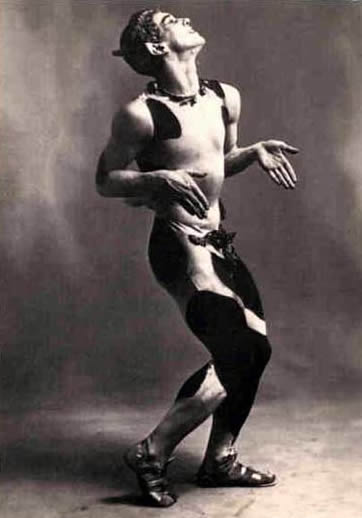
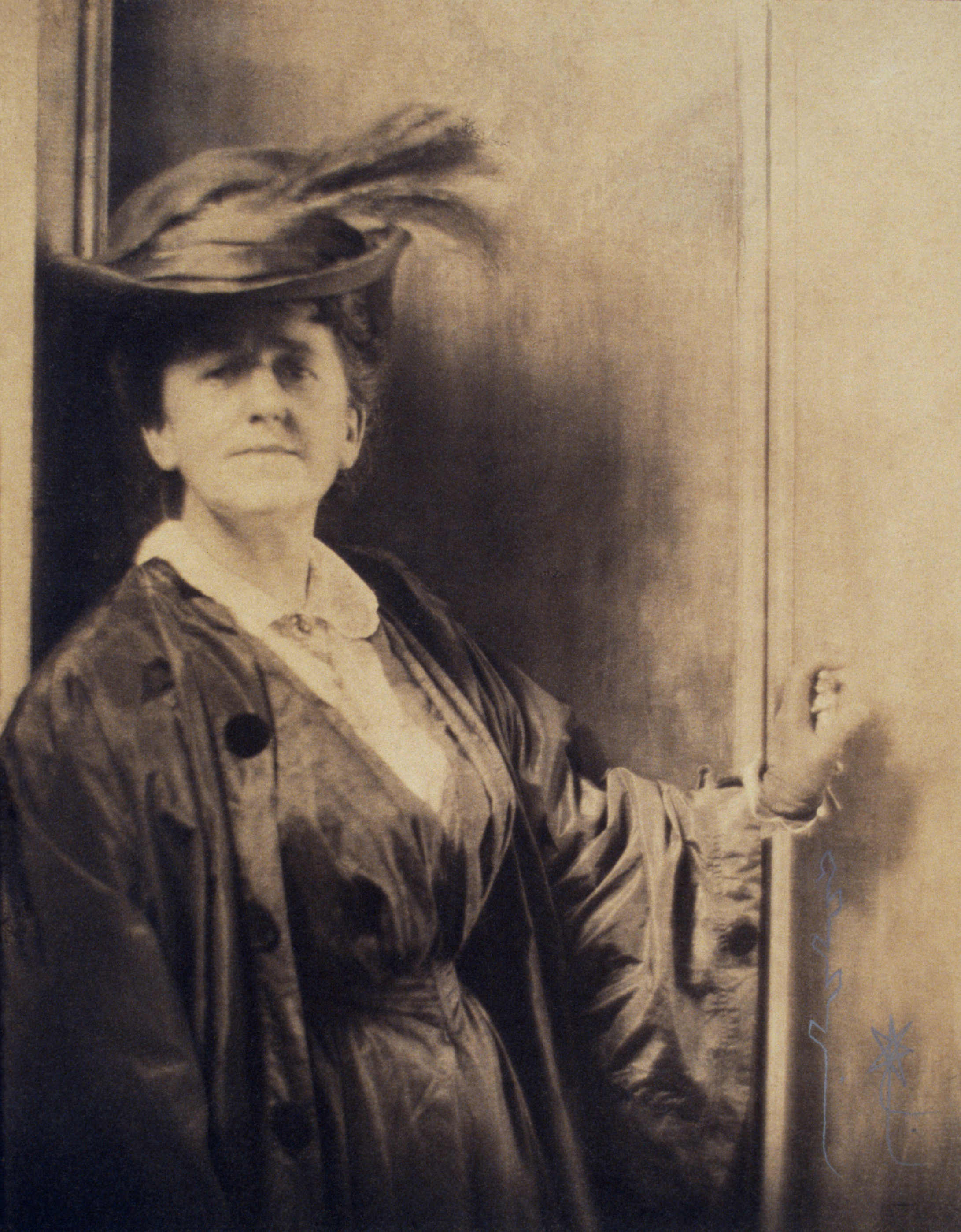
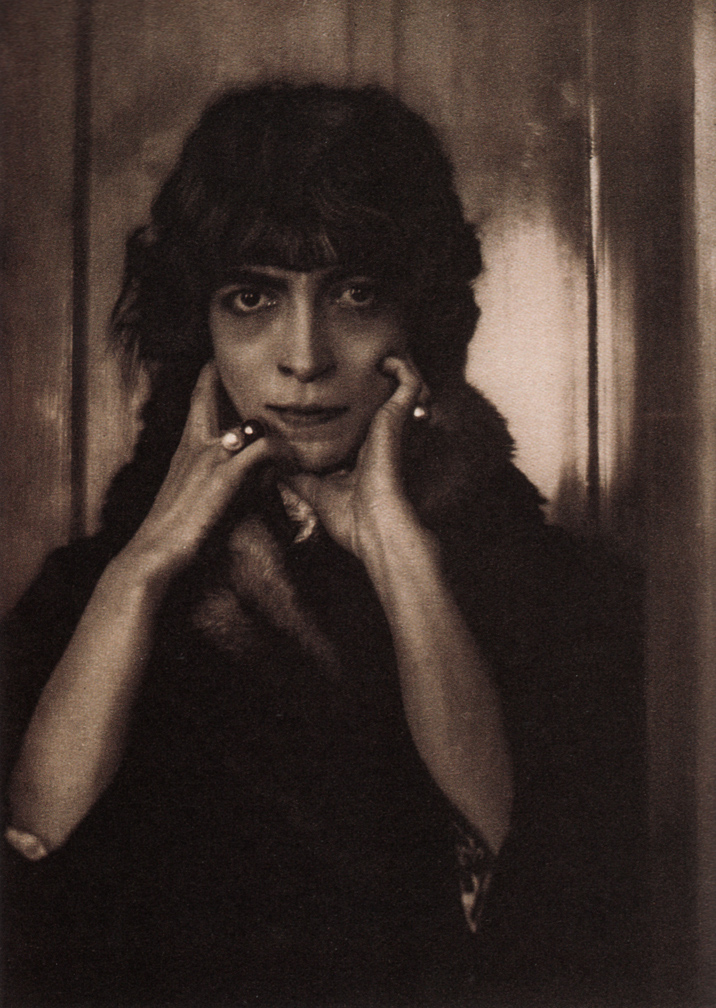